# Хаџипоповац
Хаџипоповац је београдска месна заједница и насеље настало крајем 19. века, а налази се у градској општини Палилула.

## Назив
Хаџипоповац је добио назив по старој београдској породици Хаџи-Поповић која је ту имала велики земљишни посед, тачније по Николи Хаџи-Поповићу (1819 - 1902) који је био касациони судија Великог суда за време друге владавине кнеза Михаила Обреновића. У оно време када су у Србији висока образовања била ретка, као син богатог оца Тасе Татарина, личног татарина (поштара) књаза Милоша, завршио два факултета: права на Великој школи у Београду и Високу школу политичких наука у Паризу. Хаџипоповац је било његово пољско добро, односно њиве, док је породица Хаџи-Поповић живела у делу Копитареве Градине, некадашње Митрополитове Баште. Њихов плац био је ограђен данашњим улицама: Јелене Ћетковић, Џорџа Вашингтона и Хиландарске.
Само порекло презимена, а тиме и назив овог дела града потиче од Николиног деде, који је био нишки поп, па је по томе Поповић, а како је био и на хаџилуку додато је испред презимена Хаџи.

## Положај
Налази се у близини Новог гробља и оивичен је улицама: Здравка Челара, Чарлија Чаплина, Мије Ковачевића, Рузвелтовом и Цвијићевом. У оквиру Хаџипоповца налази се Основна Школа "Ослободиоци Београда", гробље ослободилаца Београда и Јеврејско гробље.

## Историја
По "причању старих Палилулаца" почетком 1920-тих, овај комплекс земљишта, пространих њива и пољана, припадао је Карађорђу, који је на источном крају подигао и конак; имање је затим прешло у имовину Обреновића, па након још неколико власника, на крају га је купио Никола Хаџи-Поповић, окружни начелник у пензији.
Године 1867. забележено је земљиште од 46 дана орања, као и 44,152 дана орања осталог земљишта у поседу Николе Хаџи-Поповића. Ове парцеле су несумњиво сачињавале језгро каснијег Хаџипоповца. Посед Николе Хаџи-Поповића је, иначе, био највећи од свих земљишних поседа београдских грађана 1867. године. Никола је тада поседовао и 7 коња и 2 вола.
Насеље настаје 1877, у почетку долазе људи из нижих сталежа. Око 1880. овде је седам кућа, већином Банаћана, па је насеље називано Банатско село.
Никола је крајем 19. века плацеве испарцелисао и продавао, те је тада почело њихово уређење и насељавање. Иако је насеље било сасвим одвојено од вароши, тј. центра града, Булбулдерским потоком (данашња Цвијићева улица), имало је компактну форму, регулисане улице, формиране блокове и јасну парцелацију.
Као контраст данашњем Хаџипоповцу који је претрпан новим зградама занимљив је текст из 1886. где општина Николи не дозвољава да од њива изгради плацеве и куће у близини Новог гробља, јер се по закону не могу подизати куће на километар од гробља, већ само може посед остави у наследство.
Овај спор је убрзо завршен, а прве улице понеле су назив 1896. године и то: Видина (данашња Љубе Дидића), Приморска и Бистричка. Имања у овим улицама процењена су од одбора вароши Београда 1899. на педесет пари по квадратном метру, док су ради поређења, имања код Теразија процењена на 25 динара. За Видину улицу се говорило да је названа по једној врло лепој девојци која је живела у крају.
Никола Хаџи-Поповић оженио се млађом сестром Анастаса Јовановића (првог српског фотографа и двороуправитеља кнеза Михаила) Катарином (1828—1894) у Бечу 1851. године и кум им је био кнез Михаило Обреновић. Анастас је у својој Аутобиографији записао:
Сестру сам у Бечу удао 1851. год. за Николу Хаџи-Поповића, чиновника србског а венчала се у руској капели и мени за љубав је књаз Михаило кумовао, а стари сват беше Стева, син владике новосадског, а девер Димитрије Цехани, ондашњи (бечки) врло угледни трговац, Грг и мој добар пријатељ. Уздарје сам дао сестри ону моју кућу у Београду и још к тому 200 дуката, а доцније још 200, а мајку [Марију (1795-1879)] сам до њене смрти 1879, тј. 47 година издржавао.
Никола и Катарина имали су децу: Милоша (1855-1915), Љубицу удату за Милоша Милошевића и Милицу (1860-1943) удату за Васу Димића (1854-1940), професора математике и директора Прве београдске гимназије, једног од оснивача Радикалне странке. Један од потомака Хаџи-Поповића је и Бранислав Хрњичек, фудбалер и учесник фудбалског светског првенства 1930. у Уругвају, Монтевидео. Имања су и почетком 20. века део по део продавана, па тако 1917. у огласима у Београдским новинама пише:
Издаје се виноград са станом и три празна плаца за засејавање на Хаџи-Поповцу. Упитати: Хилендарска 21.
Тада су почела већа насељавања Хаџипоповца. Новоподигнута школа је освећена у јануару 1923., следећег месеца је отворена и поштанско-телеграфска станица. Х. је у то време описиван као "прилично забачен део Београда, који живи једним засебним животом". Тада је овде постојала Прва столарска задруга "Југославија", једна мања фабрика намештаја и столарије.